# Volkan Fındıklı
Volkan Fındıklı (Muğla, 13 ottobre 1990) è un calciatore turco, difensore o centrocampista del Kepezspor.

## Palmarès

### Club

#### Competizioni nazionali
- Coppa di Turchia: 1

Konyaspor: 2016-2017
- Supercoppa di Turchia: 1

Konyaspor: 2017